# Pedi
Die Pedi, auch baPedi oder Bapedi, sind ein in Südafrika beheimatetes Bantu-Volk und gleichsam ein Teilvolk der Sotho. Die meisten Bapedi leben im Norden Südafrikas in der Provinz Limpopo. Ihre Sprache ist das Nord-Sotho, die auch die gleichnamige Bezeichnung Sepedi oder vereinfachend Pedi trägt. Sie ist eine der elf Amtssprachen der Republik Südafrika.
Die bekanntesten Herrscher der Bapedi im 19. Jahrhundert sind Sekwati und sein Sohn Sekhukhune. Nach mehreren vergeblichen Versuchen konnten die Briten und Buren Sekhukhune 1879 besiegen, damit die Bapedi unterwerfen und die von ihnen beanspruchten Kolonial- und Siedlungsgebiete durchsetzen.